# Jon Ossoff
Thomas Jonathan Ossoff (født d. 16. februar 1987) er en amerikansk politiker fra det Demokratiske Parti, som har været senator for delstaten Georgia siden 2021. Ved sit valg til senatet, blev han den første millennial valgt til den amerikanske senat nogensinde.

## Baggrund
Ossoff blev født i Atlanta, Georgia til en australsk mor og en jødisk far. Han siger, at hans holdninger har været meget påvirket af, at været opvokset i et jødisk område.
Han har en mastergrad i international politisk økonomi fra London School of Economics.

## Politiske karriere

### Specielvalg til Repræsentanternes Hus 2017
Efter at det siddende medlem af Repræsentanternes Hus for Georgias 6. distrikt, republikaneren Tom Price, var blevet valgt til sundhedsminister i Præsident Trumps regering, skulle der være et nyt valg i distriktet. Ossoff annoncerede den 6. januar 2017, at han ville være kandidat ved valget.
Ved første runde af valget den 18. april, hvor at alle kandidaterne fra begge partier deltog, fik Ossoff 48,1% af stemmerne, kun 2% fra at vinde uden nødvendigheden for en anden runde. Den anden runde mellem Ossoff og andenpladsen fra den første runde, republikaneren Karen Handel, blev afholdt den 20. juni. Trods Ossoffs stærke første runde, så tabte Ossoff den anden runde med 48,2% af stemmerne imod Handels 51,8%. Dog han ikke vandt valget, så var det stadig et imponererne resultat for Ossoff, i det at det 6. distrikt er en traditionelt meget konservativt distrikt, som republikanerne havde vundet konsekvent siden 1979.

### Senatvalget 2020
Ossoff forsøgte igen i 2020, denne gang som kandidat til Senatet, da den siddende senator, republikaneren David Perdue skulle genvælges. Ved den første runde den 3. november lykkedes det ikke for hverken Perdue eller Ossoff at nå en majoritet, da den libertarianske kandidat fik 2,5% af stemmerne. Ossoff og Perdue gik videre til den anden runde. Den anden runde blev holdt den 5. januar 2021. Her vandt Ossoff en spinkel sejr med 50,6% af stemmerne, og blev dermed valgt som senator. Ved sit valg, blev Ossoff den første millennial, altså person født mellem 1980-2000, til at blive valgt til den amerikanske senat.